# Valentin Arnold
Valentin Arnold (ryska: Валентин Арнольд), född 1894 i Sankt Petersburg, död 11 september 1941 i Orjol, var en sovjetisk bolsjevikisk politiker. 

## Biografi
Valentin Arnold stred i första världskriget och sårades flera gånger. Han tjänstgjorde i amerikanska armén från 1917 till 1923. Därefter återvände han till Sovjetunionen.
I samband med den stora terrorn greps Arnold år 1936 och åtalades vid den andra Moskvarättegången; enligt åtalet skulle han ha gjort sig skyldig till trotskism och antisovjetisk agitation. Därtill skulle han ha deltagit i mordförsök på flera höga partifunktionärer. Arnold dömdes till 10 års fängelse.
Efter det att Operation Barbarossa hade inletts avrättades Arnold genom arkebusering i september 1941. Tillsammans med bland andra Olga Kameneva, Christian Rakovskij, Maria Spiridonova, Sergej Bessonov och Dmitrij Pletnev sköts han i det som kommit att benämnas massakern i Medvedevskogen.
Valentin Arnold blev rehabiliterad år 1988.